# Se Dio vuole
Se Dio vuole è un film del 2015 scritto e diretto da Edoardo Falcone.

## Trama
Tommaso De Luca, uno stimato cardiochirurgo, vive con la moglie Carla, affascinante ma ormai sfiorita come gli ideali in cui credeva e segreta alcolizzata che adotta bambini/e a distanza. Tommaso e Carla hanno due figli: Bianca, che abita nell'attico accanto insieme al marito Gianni Malloni, agente immobiliare, e Andrea, iscritto alla facoltà di medicina.
Andrea però sembra cambiato: è spesso chiuso nella sua stanza e la sera esce senza dire a nessuno dove va. Il padre una sera lo osserva incontrarsi con l'amico venuto a prenderlo in motorino e ipotizza che Andrea sia gay. Avendo il ragazzo comunicato a cena che la sera dopo vuole fare un annuncio alla famiglia, il padre raduna moglie, figlia e genero per convenire che avrebbero preso la novità con stile offrendo a Andrea tutta la loro benevolenza. Ma la sera dopo Andrea, radunata la famiglia, dichiara di voler diventare sacerdote. Attoniti i familiari cercano di agire come convenuto ma hanno difficoltà e per Tommaso, ateo convinto, un figlio prete è un duro colpo. Mentre finge di dargli appoggio totale, decide di capirci di più e inizia a seguirlo di nascosto insieme al genero Gianni, che  lo aiuta. Arriva così a don Pietro: è lui ad aver fatto il lavaggio del cervello a suo figlio.
Intanto Bianca per solidarietà con il fratello inizia a leggere i vangeli, guarda film religiosi e arriva a rifiutare rapporti intimi con il marito se non a scopo procreativo. Ha una forte lite con il padre al quale rimprovera di averla sempre giudicata e mai amata per quello che era.
Approfittando dell'assenza di Andrea, in ritiro in un monastero, Tommaso, sotto mentite spoglie, comincia una vera e propria guerra senza esclusione di colpi per smascherare la dubbia fede del prete: si finge povero, con una moglie che lo picchia e un fratello con disturbi cognitivi e chiede aiuto al prete; quando la messinscena sembra finita, tornando a casa il chirurgo va a trovare Andrea nella sua stanza e lo trova in compagnia proprio del prete, il quale non lo smaschera davanti a Andrea, ma in terrazzo gli chiede il perché delle bugie. Tommaso gli dice che Andrea non può buttare la carriera da medico per seguire una cosa che nemmeno esiste. Allora don Pietro per non rivelare nulla a Andrea chiede a Tommaso di fare penitenza mettendosi a sua disposizione ogni giorno per un mese, per fare insieme a lui i lavori nella piccola chiesa che sta rimettendo a posto. Tommaso è costretto ad accettare. Durante questo mese Tommaso, che inizialmente credeva che don Pietro fosse un uomo losco e immorale, si ricrede conoscendolo meglio, comprendendo che è una persona buona, gentile e disponibile.
Intanto Carla non sopporta più la situazione,  si trasferisce nella stanza della domestica Xenia e non vuole più saperne del marito. Tommaso inizia così un percorso dentro di sé, riscoprendosi e arrivando a dubitare delle sue ferree convinzioni. Le giornate con don Pietro diventano puntuali appuntamenti in cui evolve e da lì nasce un vero e proprio rapporto di amicizia con il sacerdote. Inizia quindi a confidarsi e a chiedergli consigli su come affrontare la situazione che sta vivendo in casa. Proprio in una di queste occasioni, don Pietro lo porta in un posto dove rivela al medico le sue convinzioni di fede e gli confessa che lui si è fatto prete dopo otto anni di carcere. Tommaso è comunque un uomo cambiato e riesce anche a riavvicinarsi a Carla dopo che questa è stata aggredita durante una manifestazione. Alla fine del mese di lavoro a cui è stato obbligato, Tommaso cerca di offrirsi per continuare a rimettere a posto la chiesetta, ma don Pietro è irremovibile. Tommaso una volta tornato a casa decide di affrontare il figlio ed entra nella stanza di Andrea, ma lo trova sul letto, abbracciato ad una ragazza. Andrea gli spiega di aver cambiato idea riguardo al diventare prete, ma che proprio per questo non ne aveva parlato con lui per il timore di deluderlo. Tommaso gli dice che non c'è niente di male nel cambiare idea e che a lui stesso è successo. Divertito, pensa a quando don Pietro lo saprà, ma Andrea aggiunge che glielo aveva già detto un mese prima: quando don Pietro era venuto a trovarlo gli aveva sconsigliato di diventare sacerdote, perché non gli sembrava fatto per quella missione. Tommaso capisce il gioco del prete e prova a chiamarlo, ma contemporaneamente don Pietro, mentre sta viaggiando in motorino, viene investito da un furgone.
Tommaso arriva in ospedale proprio mentre don Pietro viene ricoverato. Data la gravità dell'incidente, il prete deve essere operato dal neurochirurgo collega di Tommaso; quest'ultimo non se la sente di assistere all'operazione e lascia l'ospedale, mentre nell'atrio numerosi amici e fedeli di don Pietro, compreso Andrea, attendono con ansia gli sviluppi della situazione. Fortemente dispiaciuto, Tommaso va a finire i lavori nella chiesa e torna nel posto in cui don Pietro gli aveva rivelato i suoi segreti, guardando la natura con occhi nuovi.

## Distribuzione
Il film è uscito nelle sale cinematografiche il 9 aprile 2015.

## Colonna sonora
Nei titoli di coda è presente la canzone Cose di Francesco De Gregori.

## Riconoscimenti
- 2015 - David di Donatello
  - Migliore regista esordiente a Edoardo Falcone
  - Candidatura Migliore attore protagonista a Marco Giallini
- 2015 - Nastro d'argento
  - Migliore regista esordiente a Edoardo Falcone
  - Candidatura Miglior produttore a Lorenzo Mieli e Mario Gianani
- 2015 - Tokyo International Film Festival
  - Premio del pubblico a Edoardo Falcone
  - Candidatura Gran Premio a Edoardo Falcone
- 2016 - Festival Univerciné Italien
  - Premio del pubblico
  - Premio della Giuria
  - Premio della Giuria della scuola superiore